# Książki (gmina)
Książki – gmina wiejska w województwie kujawsko-pomorskim, w powiecie wąbrzeskim. W latach 1975–1998 gmina położona była w województwie toruńskim.
Siedzibą gminy są Książki.
Według danych z 2005 gminę zamieszkiwało 4480 osób.

## Struktura powierzchni
Według danych z roku 2005 gmina Książki ma obszar 86,54 km², w tym:
- użytki rolne: 88%
- użytki leśne: 1%

Gmina stanowi 17,26% powierzchni powiatu.

## Demografia

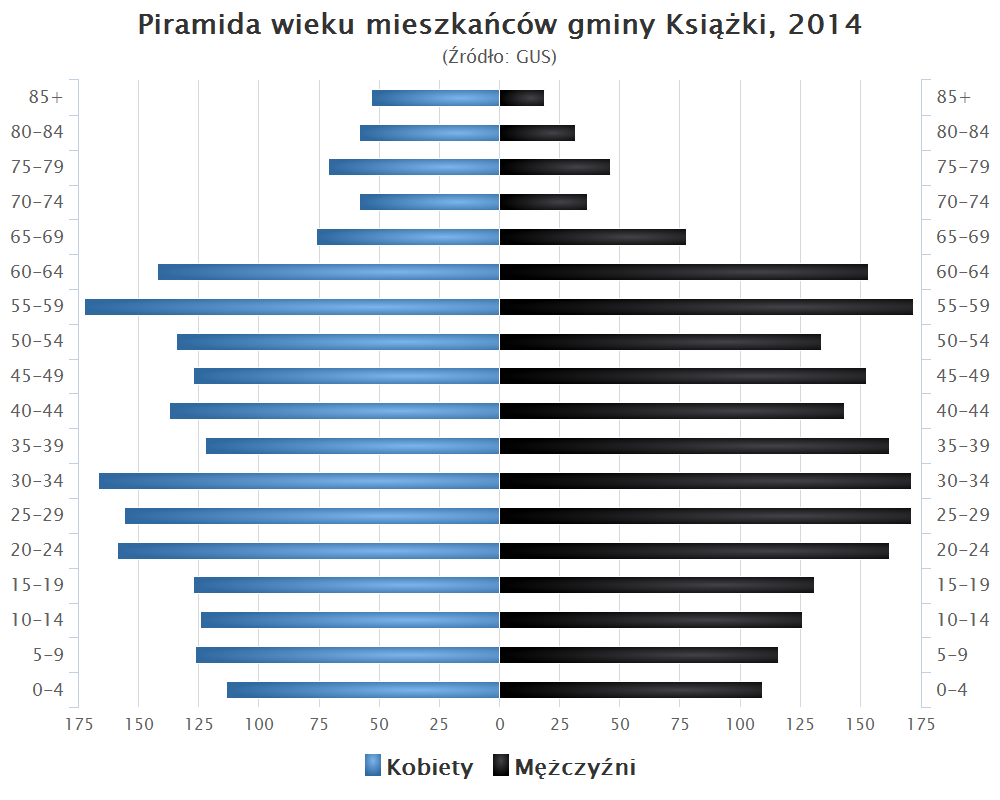
Piramida wieku mieszkańców gminy Książki w 2014 roku

Dane z 30 czerwca 2004:
| Opis                              | Ogółem | Ogółem | Kobiety | Kobiety | Mężczyźni | Mężczyźni |
| --------------------------------- | ------ | ------ | ------- | ------- | --------- | --------- |
| jednostka                         | osób   | %      | osób    | %       | osób      | %         |
| populacja                         | 4284   | 100    | 2124    | 49,6    | 2160      | 50,4      |
| gęstość zaludnienia (mieszk./km²) | 49,5   | 49,5   | 24,5    | 24,5    | 25        | 25        |

## Drogi dojazdowe
Drogi dojazdowe do gminy:
- 15
- droga wojewódzka nr 548

## Zabytki
Wykaz zarejestrowanych zabytków nieruchomych na terenie gminy:
- kościół ewangelicki, obecnie rzymskokatolicki parafii pod wezwaniem Trójcy Świętej z lat 1868-69 wraz z cmentarzem kościelnym w Książkach, nr A/1271 z 12.03.2007 roku
- kościół parafii pod wezwaniem św. Marii Magdaleny z połowy XIV w. w Łopatkach, nr 10/A/155 z 29.04.1966 roku
- kościół parafii pod wezwaniem św. Katarzyny z 1618 roku w miejscowości Osieczek, nr A/353 z 13.07.1936 roku.

## Sołectwa
Blizno, Blizienko, Brudzawki, Książki, Łopatki, Osieczek, Szczuplinki, Zaskocz.
Miejscowość bez statusu sołectwa: Łopatki Polskie.

## Sąsiednie gminy
Bobrowo, Dębowa Łąka, Jabłonowo Pomorskie, Radzyń Chełmiński, Ryńsk, Świecie nad Osą